# Silvio Garattini
Silvio Garattini, né le 14 novembre 1928 à Bergame en Italie, est un chimiste et médecin italien connu pour avoir fondé l’Institut de recherche Mario Negri.

## Biographie
Silvio Garattini est le fils de Aristotele Garattini e Anita Viaro. Né à Bergame, il fait ses études à l’université de Milan et il obtient son titre de docteur en médecine et de chimiste. Dans les années 1950, il devient assistant auprès de l’Institut de pharmacologie de l’université de Milan.
En 1963, grâce aux ressources économiques de l’industriel Mario Negri, il donne vie à l’Institut de recherche Mario Negri, un nouveau pôle de recherche, centré sur la biomédecine.
De 1965 à 1968, il est nommé président de l’Organisation européenne pour la recherche et le traitement du cancer (EORTEC).
Il a été membre de nombreuses organisations de recherche, :
- membre du Comité de biologie et médecine du Conseil national de la recherche (CNR)
- consultant pour l'Organisation mondiale de la santé (OMS)
- membre du Consiglio Superiore di Sanità (it) en 1997[5]
- membre du Committee for Proprietary Medicinal Products (CPMP) de l'European Agency for the Evaluation of Medicinal Products (Agence européenne des médicaments) en 2001[6]
- membre du Comitato Esecutivo per la Politica della Ricerca (CEPR)
- membre du Comitato Scientifico della Lega Italiana per la Lotta Contro i Tumori (2000-2005)[7]
- vice-président pour la section  médicaments du Consiglio Superiore di Sanità (2012)[8]
- président du Comitato di Chemioterapia Antitumorale de l’Union internationale contre le cancer (UICC)
- président de la European Society of Biochemical Pharmacology (ESBP)
- président de la Commission recherche et développement de l'Agenzia italiana del farmaco (AIFA) (2012)[4]

## Distinctions et prix

### Italie
Il est fait Commendatore de l'ordre du Mérite de la République italienne le 27 décembre 1990.
 
Il est fait Grande ufficiale de l'ordre du Mérite de la République italienne le 1er février 2010.

Il reçoit la Medaglia d'oro al merito della sanità pubblica (it) le 1er février 2010.
En 2006, il reçoit la Médaille d’or Giulio Natta de la part de la Società Chimica Italiana.

### Autres pays
Il reçoit le titre de Chevalier de la Légion d'honneur en 1984.
En 1982, il reçoit le titre de docteur honoris causa de l’université autonome de Barcelone (UAB).
En 1984, il reçoit le titre de docteur honoris causa de l’université de médecine de Białystok (UMB).